# Магматическая камера
Магматическая камера (или магматический резервуар) — заполненная расплавом горных пород полость в земной коре, где происходят процессы дифференциации и кристаллизации магмы. Крупный сгусток магмы, главным образом, расположен под активными вулканами.

## Описание
Расплавленная горная порода, или магма, в такой камере менее плотна, чем окружающие коренные горные породы, это создаёт выталкивающие силы на магму и она течёт вверх. Если магма находит путь к поверхности, то в результате происходит извержение вулкана; многие вулканы расположены именно над магматическими камерами.
Магматические камеры сложно обнаружить глубоко в недрах Земли, поэтому все известные магматические камеры расположены близко к поверхности, обычно на глубине от 1 до 10 км.

11 — магматическая камера

## Динамика магматических камер

Магматические камеры над областью субдукции

Магма поднимается через трещины снизу и поперек коры, потому что она менее плотная, чем окружающая её порода. Когда магма не может найти путь вверх, она скапливается в магматической камере. Эти камеры обычно формируются с течением времени путем последовательных горизонтальных или вертикальных нагнетаний магмы. Приток новой магмы вызывает реакцию уже существующих кристаллов и давление в камере возрастает.
Оставшаяся магма начинает охлаждаться, причем компоненты с более высокой температурой плавления, такие как оливин, кристаллизуются из раствора, особенно вблизи более холодных стенок камеры, и образуют более плотный конгломерат минералов, который тонет (кумулятивная порода). При охлаждении насыщаются новые минеральные фазы и изменяется тип породы (например, фракционная кристаллизация), обычно образуя (1) габбро, диорит, тоналит и гранит или (2) габбро, диорит, сиенит и гранит. Если магма находится в камере в течение длительного периода, то она может разделиться на слои, при этом компоненты с малой плотностью поднимаются наверх, а более плотные компоненты опускаются ниже. Горные породы накапливаются слоями, образуя слоистую интрузию. Любое последующее извержение может произвести отчетливо слоистые отложения; например, отложения от извержения вулкана Везувий включают толстый слой белой пемзы из верхней части магматической камеры, покрытый аналогичным слоем серой пемзы, полученной из вещества, извергнутого позже из нижней части камеры.
Другой эффект охлаждения камеры заключается в том, что затвердевающие кристаллы высвобождают газы (в первую очередь пар), ранее растворенные, когда кристаллы были жидкими, вызывая повышение давления в камере, возможно, достаточное, чтобы произвести извержение. Кроме того, удаление компонентов с более низкой температурой плавления будет делать магму более вязкой (за счет увеличения концентрации силикатов). Таким образом, расслоение магматической камеры может привести к увеличению количества газа в магме вблизи верхней части камеры, а также сделать эту магму более вязкой, что потенциально приведет к более взрывному извержению, чем это было бы в случае, если бы камера не стала стратифицированной.
Извержения супервулканов возможны только тогда, когда на относительно мелком уровне в земной коре образуется необычайно большая магматическая камера. Однако скорость производства магмы в тектонических установках, которые производят супервулканы, довольно низка, около 0,002 км3 года−1, так что накопление достаточного количества магмы для сверхизвержения занимает от 105 до 106 лет. В связи с этим возникает вопрос, почему плавучая кремнистая магма не прорывается на поверхность чаще при относительно небольших извержениях.
Если магма не выбрасывается на поверхность при извержении вулкана, она будет медленно охлаждаться и кристаллизоваться на глубине, образуя интрузивную магматическую массу, например, состоящую из гранита или габбро (см. также плутон).
Часто вулкан может иметь глубокую магматическую камеру на много километров вниз, которая снабжает более мелкую камеру вблизи вершины. Расположение магматических камер может быть нанесено на карту с помощью сейсмологии: сейсмические волны от землетрясений движутся медленнее через жидкие породы, чем твердые, что позволяет по измерениям точно определить области медленного движения, которые указывают на магматические камеры.
Когда вулкан извергается, окружающие камни обрушиваются в пустеющую камеру. При частичном опустошении магматической камеры возникшее на поверхности углубление может образовать кальдеру.